# Supercoppa del Belgio 2016
La Supercoppa del Belgio 2016 è stata la trentaseiesima edizione della Supercoppa del Belgio.
Si è svolta in un incontro unico il 23 luglio del 2016 tra il Club Bruges, vincitore del campionato, e lo Standard Liegi, che ha trionfato nella coppa nazionale.
Il Club Bruges ha vinto la supercoppa per la quattordicesima volta nella sua storia, dopo aver sconfitto lo Standard Liegi per 2-1 in rimonta e in dieci uomini.

## Tabellino
| Arbitro: | Wim Smet (Anversa) |

|                          |           |             |
| Izquierdo 51’ Vormer 62’ | Marcatori | 39’ Santini |

| Club Brugge | Standard Liegi |